# Артур Едісон
Артур Едісон (англ. Arthur Edeson; 24 жовтня 1891 — 14 лютого 1970) — американський кінооператор з Нью-Йорка.
Він був номінований на три нагороди Академії кіномистецтву своїй кар'єрі в кіно.

## Кар'єра
Едісон почав свою кар'єру як фотограф, а в 1911 році став оператором в американській кіностудії Eclair в Форт Лі, Нью-Джерсі. Коли кіностудія Eclair була реорганізована у World Film Company, він був призначений головним оператором молодої кінозірки Клари Кімболл Янг. Протягом двадцяти років, Едісон зняв ряд важливих фільмів, у тому числі фільми Дугласа Фербенкса «Робін Гуд» (1922) і Багдадський злодій (1924), і спецефектів до фільму Загублений світ (1925).
На початку тридцятих років, Едісон тісно співпрацював з режисером Джеймсом Вейлом, для якого він знімав перші його три фільми жахів: Франкенштейн (1931), Старий темний будинок (1932), і Людина-невидимка (1933).
За словами М. С. Фонсека, Едісон був одним з «майстрів» старої американської школи. Едісон працював під впливом німецького експресіонізму, який принесли в американське кіно німецькі кінематографісти в 1920-х роках.
У 1919 році Едісон був одним із засновників Американського товариства кінооператорів (англ. American Society of Cinematographers, ASC).

## Фільмографія
- 1916 : Позолочена клітка / The Gilded Cage
- 1919 : Очі молодості / Eyes of Youth
- 1919 : Краща дружина / The Better Wife
- 1921 : Три мушкетери / The Three Musketeers
- 1922 : Робін Гуд / Robin Hood
- 1924 : Багдадський злодій / The Thief of Bagdad
- 1925 : Загублений світ / The Lost World
- 1925 : Пробудження міста / Waking Up the Town
- 1925 : Хоробре серце / Braveheart
- 1925 : Базіка / The Talker
- 1925 : Її сестра з Парижа / Her Sister from Paris
- 1927 : Лакований хлопець / The Patent Leather Kid
- 1928 : У старій Арізоні / In Old Arizona
- 1930 : Диявол з жінкою / A Devil with Women
- 1930 : На Західному фронті без змін / All Quiet on the Western Front
- 1932 : Плоть / Flesh
- 1934 : До справи береться флот / Here Comes the Navy
- 1935 : Заколот на Баунті / Mutiny on the Bounty
- 1938 : Ковбой з Брукліну / Cowboy from Brooklyn
- 1941 : Мальтійський сокіл / The Maltese Falcon
- 1942 : Касабланка / Casablanca